# Section du Pacific Northwest Trail dans le parc national Olympique
La section du Pacific Northwest Trail située dans le parc national Olympique est un sentier de randonnée dans l'État de Washington, aux États-Unis. Extrémité occidentale du sentier de longue randonnée dit Pacific Northwest Trail, elle traverse le parc national appelé parc national Olympique, sur la péninsule Olympique, en environ 165,3 kilomètres. Gérée par le National Park Service, elle est classée National Recreation Trail depuis 2003.